# ポテンシャル研究所
『ポテンシャル研究所』（ポテンシャルけんきゅうじょ）は、日本テレビで2022年から放送されているバラエティ番組である。

## 出演者

### チーフ研究員
- バカリズム
- 山崎弘也（アンタッチャブル）

### 研究員
- マヂカルラブリー
- 見取り図

## スタッフ
- 企画演出：有田駿介
- 構成：飯塚大悟、安部裕之、坂本龍二、林田晋一（飯塚・坂本→第1,3回、林田→第2回-）
- ナレーター：垂木勉
- TM：吉松耕司
- SW：三井隆裕（第2回-）
- CAM：日向野崇
- MIX：亘美千子（第3回）
- VE：吉﨑慶（第1,3回）
- LD：仲野貴信（第2回-）
- 技術協力：NiTRO
- 美術協力：日テレアート
- ロケ技術：ビデオスタッフ、株式会社イルージョン、Vic、ジェイ・クルー、NiTRO（ビデオ・イルー・ジェイ・NiT→第3回）
- 美術：木村武史
- デザイン：北村春美
- TK：矢島由紀子
- 音効：岡田淳一
- 編集：長野紘也、平池優太
- MA：藤井光洋（第2回-）
- CG：キャニットG
- リサーチ：成田美季
- 音楽協力(第2回-)：日本テレビ音楽（第2回-）
- 協力(第2回-)：読売理工医療福祉専門学校、ジャパンアクションエンタープライズ、仲宗根創（共に第3回）
- 写真(第3回)：アフロ（第3回）
- 制作進行：内海阿や
- デスク：木村真由美
- ディレクター：財津猛、尾越功、宮本将孝、植木光雄、上野雅敬、栗原憲也/渡邉将成、藤本大地、中野大地、今井夕輝、福岡航平、佐々木一馬（今井→第2回-、宮本・上野・栗原・藤本・中野・佐々木→第3回）
- プロデューサー：藤﨑一成、渡邊菜月、河野安治、新井若菜、鈴木希巳江、松島美由紀/石橋舞、松原めぐみ、東野真有、小林穂波（渡邊→第2回-、新井・松島・松原・小林→第3回）
- CP：原司
- 製作著作：日本テレビ

### 過去のスタッフ
- 構成：足塚かずお（第2回）
- SW：渡辺滋雄（第1回）
- MIX：赤池暢也（第1回）、浅野帆南（第2回）
- VE：天内理絵（第2回）
- LD：高星武志（第1回）
- ロケ技術：極東電視台（第1回）、Be ZERO（第1,2回）、ディープ、ロッコウ・プロモーション（共に第2回）
- MA：直江泰輔（第1回）
- 撮影協力：東京プラザホテル、tame 海 terrasse（共に第1回）
- カラオケ音源協力：DAM 第一興商（第1回）
- 協力(第2回-)：TKda黒ぶち、中西優一郎、藤森美伃（共に第2回）
- ディレクター：長田雄磨/菊地理那、佐藤花穂（共に第1回）、北條学、安藤桃佳、高橋泉（共に第2回）
- チーフディレクター：大場剛（第1回）
- 制作協力：極東電視台、SION（共に第1,2回）